# Smerinthus kainiti
Smerinthus kainiti är en fjärilsart som beskrevs av Knop. 1937. Smerinthus kainiti ingår i släktet Smerinthus och familjen svärmare. Inga underarter finns listade i Catalogue of Life.